# Born-Oppenheimer-Näherung

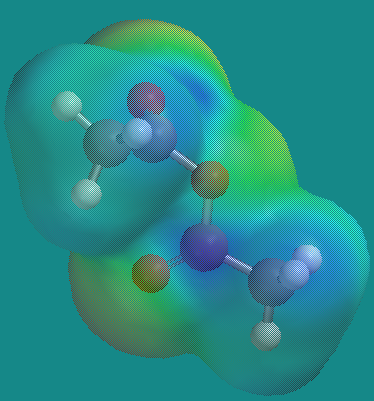
Berechnungen der Eigenschaften von Molekülen, z. B. Bindungsenergien oder Schwingungszustände, werden meist auf Basis der Born-Oppenheimer-Näherung durchgeführt.

Die Born-Oppenheimer-Näherung oder Born-Oppenheimer-Approximation (nach Max Born und J. Robert Oppenheimer) oder adiabatische Näherung ist eine Näherung zur Vereinfachung der Schrödingergleichung von Systemen aus mehreren Teilchen. Diese Näherung beruht auf der realistischen Annahme, dass schwere und leichte Teilchen in einem System ihre Bewegungsrichtung auf sehr unterschiedlichen Zeitskalen ändern. Die Bewegungsgleichungen der schnellen, leichten Teilchen und der langsamen, schweren Teilchen können deshalb bei dieser Näherung unabhängig voneinander gelöst werden.
Die Born-Oppenheimer-Approximation wird bei der quantenmechanischen Behandlung von Molekülen und Festkörpern angewendet, da diese aus mindestens zwei Atomkernen und einer Vielzahl sehr viel leichterer Elektronen bestehen. Auch in der physikalischen Chemie findet die Näherung breite Anwendung, da hier lediglich für die einfachsten Systeme, z. B. das Wasserstoffatom, eine analytisch exakte Lösung der Schrödinger-Gleichung bekannt ist. Die Born-Oppenheimer-Approximation wurde erstmals 1927 in den Annalen der Physik veröffentlicht.
Die Born-Oppenheimer-Näherung führt zu guten Ergebnissen für Moleküle im Grundzustand, insbesondere bei denen mit schweren Kernen. Allerdings kann sie für angeregte Moleküle und Kationen zu sehr schlechten Ergebnissen führen, was besonders bei der Photoelektronenspektroskopie zu beachten ist.

## Motivation
Die quantenmechanische Zustandsfunktion {\displaystyle \Psi _{\mathrm {mol} }({\vec {r}},{\vec {R}})} eines Moleküls oder Festkörpers ist eine Funktion der Freiheitsgrade aller Elektronen und Atomkerne. Im
folgenden sei auf die Spin-Freiheitsgrade der Teilchen verzichtet; dann werden die Positionen aller {\displaystyle n} Elektronen im Vektor {\displaystyle {\vec {r}}} zusammengefasst, die Positionen aller {\displaystyle N} Atomkerne im Vektor {\displaystyle {\vec {R}}}.
Bestimmt wird die Zustandsfunktion wie üblich aus der zugehörigen Schrödingergleichung:
{\displaystyle {\hat {H}}_{\mathrm {mol} }\cdot \Psi _{\mathrm {mol} }({\vec {r}},{\vec {R}})=E\cdot \Psi _{\mathrm {mol} }({\vec {r}},{\vec {R}})}
Der molekulare Hamiltonoperator
{\displaystyle {\hat {H}}_{\mathrm {mol} }={\hat {T}}_{\mathrm {e} }+{\hat {T}}_{\mathrm {N} }+{\hat {V}}_{\mathrm {ee} }+{\hat {V}}_{\mathrm {NN} }+{\hat {V}}_{\mathrm {eN} }}
enthält neben den kinetischen Operatoren
{\displaystyle {\hat {T}}_{\mathrm {e} }=-\sum \limits _{i=1}^{n}{\frac {\hbar ^{2}}{2m_{e}}}\nabla _{i}^{2}} (kinetische Energie der Elektronen)
und
{\displaystyle {\hat {T}}_{\mathrm {N} }=-\sum \limits _{I=1}^{N}{\frac {\hbar ^{2}}{2M_{I}}}\nabla _{I}^{2}} (kinetische Energie der Kerne)
auch die Abstoßung zwischen den Elektronen
{\displaystyle {\hat {V}}_{\mathrm {ee} }={\frac {q_{0}}{4\pi \varepsilon _{0}}}\sum \limits _{i<j}{\frac {1}{|{\vec {r}}_{i}-{\vec {r}}_{j}|}}},
die Abstoßung zwischen den Kernen
{\displaystyle {\hat {V}}_{\mathrm {NN} }={\frac {q_{0}}{4\pi \varepsilon _{0}}}\sum \limits _{I<J}{\frac {Z_{I}Z_{J}}{|{\vec {R}}_{I}-{\vec {R}}_{J}|}}},
und die Anziehung zwischen Kernen und Elektronen
{\displaystyle {\hat {V}}_{\mathrm {eN} }=-{\frac {q_{0}}{4\pi \varepsilon _{0}}}\sum \limits _{i,I}{\frac {Z_{I}}{|{\vec {r}}_{i}-{\vec {R}}_{I}|}}}.
Die molekulare Schrödingergleichung ist nur für die allereinfachsten Systeme analytisch lösbar. Auch eine
numerische Lösung des vollständigen Systems ist auf Grund der hohen Dimensionalität nicht durchführbar. Um die molekulare Schrödingergleichung lösbar zu machen, ist also eine Näherung vonnöten.

## Prinzip
Die Born-Oppenheimer-Näherung trennt die molekulare Schrödingergleichung in eine Gleichung für die Elektronen und eine für die Kerne. Die beiden Teilprobleme sind dann unter Ausnutzung von Symmetrien wesentlich einfacher lösbar. Die Trennung der elektronischen und nuklearen Freiheitsgrade basiert auf dem großen Massenunterschied, der zu einer größeren Trägheit der Kerne führt.
Da alle Teilchen untereinander hauptsächlich durch Coulomb-Kräfte wechselwirken, die im Wesentlichen gleich stark sind, werden die leichten Elektronen viel stärker beschleunigt als die Kerne.
Das Wesen der Born-Oppenheimer-Näherung lässt sich wie folgt darstellen:
- Aus der Perspektive der Elektronen stehen die Kerne praktisch still. Zunächst wird also der kinetische Operator der Kerne vernachlässigt {\displaystyle ({\hat {T}}_{\mathrm {N} }\approx 0)}. Daraus resultiert eine Schrödingergleichung für die Elektronen, bei der die Lage der Kerne als Parameter in das anziehende Potential {\displaystyle {\hat {V}}_{\mathrm {eN} }} und in das abstoßende Potential {\displaystyle {\hat {V}}_{\mathrm {NN} }} eingeht. Daraus resultieren elektronische Eigenzustände {\displaystyle \phi _{h}({\vec {r}},{\vec {R}})} und zugehörige Eigenenergien {\displaystyle E_{h}}, die parametrisch von den Positionen der Kerne abhängen.
- Im Gegensatz dazu ist die Bewegung der Kerne von der instantanen Position der Elektronen nahezu unbeeinflusst. Die Kerne spüren jedoch die Eigenenergie des elektronischen Zustandes. Jeder elektronische Zustand erzeugt also ein eigenes Potential, in dem sich die Kerne dann bewegen.

## Mathematische Formulierung
Voraussetzung für die Born-Oppenheimer-Näherung ist, dass die Bewegung der Elektronen und diejenige der Kerne getrennt werden können. Diese Annahme führt zu einer molekularen Wellenfunktion {\displaystyle \Psi _{\mathrm {mol} }}, die aus einem Produkt der Wellenfunktion {\displaystyle \phi } der Elektronen und der Wellenfunktion {\displaystyle \eta } der Kerne besteht:
{\displaystyle \Psi _{\mathrm {mol} }=\phi \cdot \eta }
Weiter trifft man die Annahmen, dass:
- die Elektronen-Wellenfunktion {\displaystyle \phi } außer von den Positionen {\displaystyle {\vec {r}}} der Elektronen auch von den Positionen {\displaystyle {\vec {R}}} der Kerne abhängt, aber nicht von deren Geschwindigkeiten: {\displaystyle \phi =\phi ({\vec {r}},{\vec {R}})}. Das heißt, die Kernbewegung ist so viel kleiner als die Elektronenbewegung, dass sie als fest angenommen werden kann und nur als Parameter einfließt.
- die Kern-Wellenfunktion {\displaystyle \eta } nur von der Kernkoordinate {\displaystyle {\vec {R}}} abhängt: {\displaystyle \eta =\eta ({\vec {R}})}.

Wendet man nun den Hamilton-Operator {\displaystyle {\hat {H}}_{\mathrm {mol} }} auf die gesamte Wellenfunktion an, so bekommt man zwei getrennte Ausdrücke:
- eine Schrödingergleichung für die Bewegung der Elektronen:

{\displaystyle {\hat {H}}_{\mathrm {e} }\cdot \phi _{h}({\vec {r}},{\vec {R}})=E_{h}({\vec {R}})\cdot \phi _{h}({\vec {r}},{\vec {R}})}
mit
{\displaystyle {\hat {H}}_{\mathrm {e} }={\hat {T}}_{\mathrm {e} }+{\hat {V}}_{\mathrm {ee} }+{\hat {V}}_{\mathrm {eN} }}
- und eine Schrödingergleichung für die Bewegung der Kerne:

{\displaystyle ({\hat {T}}_{\mathrm {n} }+{\hat {V}}_{\mathrm {NN} }+E_{h}({\vec {R}}))\cdot \eta _{hk}({\vec {R}})=E_{hk}\cdot \eta _{hk}({\vec {R}})}

## Vorgehensweise
Für verschiedene Kernabstände wird die elektronische Schrödingergleichung sukzessiv gelöst. Schließlich erhält man einen Zusammenhang zwischen Bindungslänge bzw. Gleichgewichtsabstand und der Energie des Moleküls bzw. der Dissoziationsenergie der Bindung. Dieser Zusammenhang wird dargestellt in der Potentialkurve bzw. Potentialhyperfläche, in der die elektronische Energie des Moleküls in Abhängigkeit einer oder mehrerer Parameter der Kerngeometrie dargestellt wird.